# Skridt (gangart)
 For alternative betydninger, se Skridt. (Se også artikler, som begynder med Skridt)
Skridt er en firtaktet gangart,hvor hesten går. Skridt er den eneste gangart, som ikke er elastisk, fordi benene støtter underlaget længere, end de svæver. Der findes også løbende skridt.

## Eksterne links
- Gangarter på Den Store Danske

| Dyr | Spire Denne artikel om dyr er en spire som bør udbygges. Du er velkommen til at hjælpe Wikipedia ved at udvide den. |